# 沙巴團結黨
沙巴團結黨， 成立於1985年1月，於1985年3月5日註冊，同年4月開始在沙巴執政，是馬來西亞政黨之一。該黨是以卡達山人為主的多民族政黨，由主席拿督麦西慕（Maximus Johnity Ongkili）所領導，並且從沙巴人民党（BERJAYA）分裂出來。1986年6月加入國民陣線（簡稱"國陣"），1990年10月退出国阵后，又于2002年1月重返国阵。2018年马来西亚大选国阵败选后，沙巴团结党退出国阵而另组沙巴团结联盟。2020年馬來西亞政治危機時期支持國民聯盟。2020年沙巴州选后，沙巴人民联盟执政沙巴，沙巴团结党也成为了沙巴州的执政党。

## 历史

### 创党
沙巴团结党于1985年3月5日注册，其创党主席为百林吉丁岸。百林此前为沙巴人民党州政府的内阁部长，但他因与首长暨人民党主席哈里斯沙烈不合，而退出该党。 人民党曾在1976年沙巴州选举中，打败了当时的执政党沙统，并在1976年至1985年执政沙巴州。
沙巴团结党在1985年5月的沙巴州选中获胜，并组成沙巴州政府，由百林吉丁岸担任州首席部长。 隔年1986年，沙巴州各地发生骚乱。随后，人民党与沙统联合，试图以诱使执政方议员跳槽的方式，夺取沙巴州政权。百林因此请求州元首解散州议会，并在随之而来的1986年沙巴州选中以更大优势执政。此后，沙巴团结党加入由马哈迪·莫哈末领导的国阵。

### 退出国阵
1990年7月的沙巴州选前夕，由百林吉丁岸领导的沙巴团结党突然宣布退出国阵，并加入人民阵线。 时任首相暨国阵主席马哈迪·莫哈末为此形容沙巴团结党背后插刀。他随后也安排了巫统东渡沙巴，是为沙巴巫统。马华公会总会长林良实表明，尽管沙巴团结党决定退出并加盟人民阵线，不过马华将继续留在国阵，坚决与国阵与巫统共浮沉。沙巴团结党在此次州选中仍然获胜。

### 1994年沙巴州选及下野
1994年沙巴州选，沙巴团结党面对了来自沙巴国阵的挑战。沙巴国阵的成员党有沙巴巫统（由人民党和沙统合并组成），从沙巴团结党中分裂出来的沙巴进步党，以及自由民主党。沙巴团结党在此次州选中，赢得了48席中的25席。但在国阵的策动之下，沙巴团结党议员陆续出走，并分别成立沙巴人民团结党和沙巴民主党，使得沙巴团结党只剩下7名州议员。沙巴团结党政府因而倒台，并由沙巴巫统的沙卡兰出任沙巴州首席部长。
沙巴团结党在下野后，试图在马来西亚半岛扩张自身势力，并与一度担任槟州代首长的民政党前领袖许岳金合作，在1995年马来西亚大选中上阵半岛的国州议席。该党也涉足砂拉越的国会议席。惟，该党并未赢得沙巴以外的任何国州议席。

### 重回国阵，2018年马来西亚大选
2002年，沙巴团结党重回国阵。此后，沙巴团结党在国阵旗帜底下竞选。不过其赢得的议席逐届减少，从2004年赢得13席，至2018年仅赢得6席。也是在2018年，沙巴国阵因沙民统的退出而失去沙巴州政权。沙巴团结党随后二度退出国阵 ，并加入了沙巴团结联盟。

### 2020年马来西亚政治危机，2020年沙巴州选
2020年马来西亚政治危机期间，沙巴团结党参与组建国民联盟政府。其党魁麦西慕担任首相署（沙巴及砂拉越事务）部长。该党在2020年沙巴州选前与国阵、国盟组成了沙巴人民联盟，并在此次州选中赢得了7席。沙巴人民联盟也打败了由原任首长沙菲益领导的民兴党+联盟，赢下了沙巴州政权。惟沙巴团结党表示，他们会继续使用自家党旗与党徽，直到沙巴人民联盟正式注册为止。

## 意识形态
沙巴团结党称其为“多元种族政党”，但其大多时候被视为是卡达山杜顺人的政党 。该党的多数党员为卡达山杜顺人、姆鲁人等沙巴非穆斯林土著族群。不过，该党也有以巴瑶人和沙巴马来人为主的穆斯林土著成员，以及华裔党员。沙巴团结党的政治使命是捍卫沙巴自主权，并推广民主原则、经济发展、人权与正义。除此之外，沙巴团结党也争取土著特权和其他族群的利益，并保护沙巴各族群的传统文化，以及马来西亚的宗教自由 。
沙巴团结党最为关注的课题，是沙巴州的非法移民课题，以及所衍生出的“幽灵选民”议题。该党也关心东马的IC计划课题，不均衡的发展，以及马来西亚协议中的20点协议。
1994年沙巴团结党分裂后，便出现了一些与沙巴团结党类似的政党，包括由百林吉丁岸胞弟，杰菲里吉丁岸所创立的沙巴立新党，柏纳东博所创立的沙民统，以及佐瑟古律的沙民团。除此之外，沙巴前首长杨德利所领导的沙巴进步党，亦分裂自沙巴团结党.

## 领导层[24]
- 主席:
  - 麦西慕
- 署理主席:
  - 拉丁马烈
  - 于墨斋
  - 加希加欣
- 副主席:
  - Joachim Gunsalam
  - Daniel Isidore Stanislaus Kinsik
  - Johnny Juani Mositun
  - Ruslan Muharam
  - Mursid Mohd Said
  - Peter Mak Chun Vun
  - 曾道玲
  - Joseph Lee Han Khyun
- 妇女组主席:
  - Malianah Ugau
- 青年团团长:
  - Christopher Mandut
- 总秘书:
  - 佐尼斯顿邦奎（英语：Joniston Bangkuai）
- 副总秘书:
  - Hendrus Anding
- 总财政:
  - Lu Kim Yen
- 副总财政:
  - John Chryso Masabal
- 宣传主任:
  - Julita Mojungki
- 副宣传主任:
  - Johnnybone Kurum
- 最高理事会成员:
  - Louis Rampas
  - Fredoline Totin Bangon
  - Stanis Buandi
  - Peter Jino Allion
  - Samson Gapid
  - Suman Yasambun
  - Demis Rumanti
  - Arthur Sen
  - Francis Yusop Lawrence
  - Lim Vun Chan
  - Omar Hakim
  - Mohd Dinn Jamirin
  - Awang Okik
  - Johnny Goh
  - William Majimbun
  - Ng Tze Sai
  - Samuil Mopun

## 当选代表

### 国会下议院

#### 马来西亚第15届国会议员
沙巴团结党目前只有1名下议员。
| 州属 | 选区编号 | 国会选区 | 国会议员 | 政党     | 政党       |          |
| ---- | -------- | -------- | -------- | -------- | ---------- | -------- |
| 沙巴 | P190     | 斗湖     | 罗思辉   |          | 沙巴团结党 |          |
| 总计 | 沙巴 (1) | 沙巴 (1) | 沙巴 (1) | 沙巴 (1) | 沙巴 (1)   | 沙巴 (1) |

### 州立法议会

#### 马来西亚州立法议会议员
沙巴州立法议会
| 沙巴 | P168 | 哥打马鲁都国会议席 | N05      | 马东贡   | 朱丽达玛尊基 |          | 沙巴团结党 |          |          |
| 沙巴 | P168 | 哥打马鲁都国会议席 | N07      | 丹狄     | 亨德路斯安丁 |          | 沙巴团结党 |          |          |
| 沙巴 | P170 | 斗亚兰             | N14      | 担波罗里 | 加希加欣     |          | 沙巴团结党 |          |          |
| 沙巴 | P170 | 斗亚兰             | N15      | 九路     | 佐尼斯顿邦奎 |          | 沙巴团结党 |          |          |
| 沙巴 | P178 | 实必丹             | N34      | 鲁马丹   | 鲁斯兰马哈兰 |          | 沙巴团结党 |          |          |
| 沙巴 | P179 | 兰瑙国会议席       | N36      | 昆达山   | 佐津昆沙朗   |          | 沙巴团结党 |          |          |
| 沙巴 | P183 | 比鲁兰             | N47      | 特鲁必   | 尊尼邦库伦   |          | 沙巴团结党 |          |          |
| 总计 |      |                    | 沙巴 (7) | 沙巴 (7) | 沙巴 (7)     | 沙巴 (7) | 沙巴 (7)   | 沙巴 (7) | 沙巴 (7) |

## 延伸阅读
- 神山前进统一机构
- 沙巴人民团结党
- 沙巴人民联盟
- 人民复兴党
- 人民统一公正阵线（英语：People's Justice Front）
- 卡达山杜顺人统一机构（英语：United Pasokmomogun Kadazan Organisation）
- 沙巴民族统一机构
- 沙巴华人公会